# RKB子育て応援団
RKB子育て応援団（あーるけーびーこそだておうえんだん）はかつてRKB毎日放送（RKBラジオ）で放送されていたトーク番組である。

## 番組概要
「子供を育み、守ること」をテーマにリポーターを通じて、エリア内の子供に関する取り組みをリポートし、トークをする番組。

## 放送時間
- 日曜日 7:50～8:00（JST）

## パーソナリティ
- 安田瑞代
- 山代万貴、岩谷源一（リポーター）